# Мінор Соломон Олексійович
Зелік Кушелевич Мінор (також Зеліг Кушелевич, Залкінд Кушелевич та Соломон Олексійович Мінор; 1829, Ромни Полтавська губ., тепер Сумська обл. — 8 січня 1900, Вільно) — рабин Москви, очолював юдейську релігійну громаду Москви з 1869 по 23 липня 1892, історик, публіцист, просвітник.

## Біографія
Зелік (Залкінд) Мінор народився в багатодітній родині Кушеля Мовшевича Мінора (1805—?) та Зельди Залкіндовны Мінор (1805—?). Закінчив Віленське рабинське училище.
У 1869 правління Московської єврейської громади запросило на посаду казенного рабина Москви — Зеліка Мінору з Мінська. Хоральна синагога стала центром духовного й суспільного життя євреїв Москви. Промови Мінора привертали увагу сучасників, так як відображали настрій єврейської інтелігенції і особливо молодих людей, які прагнули бути повноправними громадянами Російської імперії. З початку 1870-х рр проповідь виголошувалася російською мовою. Багато москвичів, цікавлячись національними звичаями відвідували синагогу. Кілька разів відвідував і Лев Толстой, він брав уроки у рабина Мінору для вивчення давньоєврейської мови.
Рабин Мінор вважав своїм обов'язком піклуватися про бідних та знедолених. У 1871 році він звернувся з проханням на ім'я московського генерал-губернатора про відкриття училища Талмуд-Тора. Клопотання було задоволено і 8 жовтня 1871 року була відкрита школа для дітей з бідних родин, де діти опановували текст і зміст Тори, а також вивчали російську мову, арифметику, географію, історію, каліграфію, спів. Московський рабин розумів, що дітям бідняків необхідно володіти не тільки грамотою, але і професією.
Рівно через рік, 8 жовтня 1872, у Хоральній синагозі, відбулося освячення єврейського ремісничого училища, якому згодом було присвоєно ім'я Олександра II. Наприкінці 1880-х рр. в країні встановлюється жорсткий режим, розгортає реакційну політику переслідування євреїв. 23 липня 1892, тільки що відбудована будівля московської синагоги було опечатано, після чого рабин Мінор і староста Шнейдер направляють скаргу в Санкт-Петербург. У відповідь обох скаржників виселяють з Москви із забороною надалі проживати поза риси осілості. У розпорядженні від 23 вересня 1892 імператор Олександр III Височайше повелів наказати: Московського рабина звільнити з цієї посади з видворенням його на проживання в смузі єврейської осілості і із забороною йому назавжди в'їзду у місця, що лежать поза цієї смуги. Рабин З. Мінор змушений був виїхати до Вільно, де помер, перебуваючи у вигнанні.

## Родина
- Дружина (з 10 листопада 1854 року) — Муся-Роха Ельяшевна (Муша Елевна) Мінор (1831—?)[3].
  - Сини — Лазар Соломонович Мінор, невропатолог; Йосип Соломонович Мінор, революціонер-народник, потім член партії есерів; Мойсей (1866—?).
  - Дочки — Белла (Ізабелла, в шлюбі Гавронська, 1869, Мінськ — ?), у 1894 році пошлюбила зубного лікаря Лейзера-Хаїма (Іллю Йосиповича) Гавронського (1870—1940), онука торгівця чаєм Д. В. Висоцького, брата режисера А. О. Гавронського і філософа-неокантианця Д. О. Гавронського; з чоловіком — в еміграції в Парижі; Зельда (Олександра, 1871—?), дружина (з 1894) інженера-технолога Ісаака Зейликовича Дукельського, випускника ИМТУ (1892); Хая (1860—?); Марія (у першому шлюбі Коренбліт, у другому Регірер, 1866—?), одружена (1895) з військовим інженером-технологом Ізраїлем Іллічем Регірером, випускником ИМТУ, жила у Києві (їхній син Овсій Миколайович Регірер, 1904—1968, інженер і вчений).

## Спогади сучасників
Лев Миколайович Толстой згодом так згадував про заняття по вивченню івриту:
 Весь цей час (1882) я дуже пильно займався єврейською та вивчив її майже, читаю і розумію. Вчить мене рабин тутешній Мінор, дуже хороший і розумний чоловік.